# Germainia thailandica
Germainia thailandica là một loài thực vật có hoa trong họ Hòa thảo. Loài này được (Bor) Chai-Anan mô tả khoa học đầu tiên năm 1972.